# باسانو برشانو
باسانو برشانو (به ایتالیایی: Bassano Bresciano) یک کومونه در ایتالیا است که در استان برشا واقع شده‌است.

## خصوصیات
باسانو برسچیانو ۹ کیلومترمربع مساحت و ۲٬۲۳۷ نفر جمعیت دارد و ۶۵ متر بالاتر از سطح دریا واقع شده‌است.